# Fladså Kommune
Fladså Kommune i Storstrøms Amt blev dannet ved kommunalreformen i 1970. Ved strukturreformen i 2007 blev den indlemmet i Næstved Kommune sammen med Fuglebjerg Kommune, Holmegaard Kommune og Suså Kommune.

## Tidligere kommuner
Fladså Kommune blev dannet allerede i 1962 ved frivillig sammenlægning af 3 sognekommuner:
| Kommune               | Folketal november 1960 | Byer       |
| --------------------- | ---------------------- | ---------- |
| Næstelsø-Mogenstrup   | 1.176                  | Mogenstrup |
| Rønnebæk              | 853                    | Rønnebæk   |
| Vejlø-Vester Egesborg | 1.399                  |            |
| I alt                 | 3.428                  |            |

I 1966 kom endnu en sognekommune med i Fladså Kommune:
| Kommune | Folketal september 1965 | !Byer |
| ------- | ----------------------- | ----- |
| Fladså  | 3.379                   |       |
| Hammer  | 1.319                   | Lov   |
| I alt   | 4.698                   |       |

Ved selve kommunalreformen kom yderligere 2 sognekommuner med i Fladså Kommune:
| Kommune  | Folketal 1. januar 1970 | Byer                    |
| -------- | ----------------------- | ----------------------- |
| Fladså   | 5.111                   |                         |
| Everdrup | 1.195                   | Everdrup                |
| Snesere  | 1.785                   | Tappernøje med Brøderup |
| I alt    | 8.091                   |                         |

Til gengæld gik Rønnebæk Sogn og Vejlø Sogn, der indeholdt Næstveds bydel Appenæs, fra Fladså og kom til Næstved Kommune.

## Sogne
Fladså Kommune bestod af følgende sogne:
- Everdrup Sogn (Bårse Herred)
- Hammer Sogn (Næstved Kommune) (Hammer Herred)
- Snesere Sogn (Bårse Herred)
- Mogenstrup Sogn (Hammer Herred)
- Næstelsø Sogn (Hammer Herred)
- Vester Egesborg Sogn (Hammer Herred)

## Borgmestre[4]
| Periode   | Navn                | Parti   |
| --------- | ------------------- | ------- |
| 1970-1982 | Johannes Feldthusen | Venstre |
| 1982-2002 | Ole Steffensen      | Venstre |
| 2002-2006 | Hans R. Hansen      | Venstre |

## Rådhus
Fladså Kommunes rådhus på Lovvej 1 i Mogenstrup er revet ned. Nu er der Netto-butik på grunden.